# 桜ロック
「桜ロック」（さくらロック）は、CHERRYBLOSSOMの4thシングルである。2009年2月18日にポニーキャニオンから発売。

## 概要
- 前作「CYCLE」から約半年ぶりのシングルである。
- 前作から続いてテレビ東京系アニメ『家庭教師ヒットマンREBORN!』タイアップだが、今作ではタイアップ先にちなんでREBORN!EDITION盤とCHERRYBLOSSOM盤に分かれていて、ジャケットや収録曲が異なる。CHERRYBLOSSOM盤のジャケットにはメンバーのMEEKOとMAIKOが写っていて、アルバムも含めジャケットに絵ではなくメンバーが写っているのは初めてである（ジャケットの裏に写っている事はあった）。
- REBORN! EDITION盤には、1stシングルであり『家庭教師ヒットマンREBORN!』のオープニングとして起用されていた「DIVE TO WORLD」のリミックスが収録されている。このようなリミックスバージョンの曲が収録されたのは、アルバムを含め今作が初めてである。
- デイリーランキング（オリコン）では、初のトップ10入りを果たした。
- このシングル発売から1ヵ月後にギターのKUPPAが脱退した。

## 収録曲
| 全編曲: CHERRYBLOSSOM（特記以外）。 |                                           |           |              |       |
| #                                   | タイトル                                  | 作詞      | 作曲         | 時間  |
| 1.                                  | 「桜ロック」(編曲：村田昭・CHERRYBLOSSOM) | MEEKO     | MEEKO        | 4:25  |
| 2.                                  | 「one love story」                        | MAICO     | MAICO        | 4:37  |
| 3.                                  | 「ENERGY」                                | MEEKO     | MEEKO・KUPPA | 3:45  |
| 4.                                  | 「桜ロック INSTRUMENTAL」                 |           |              | 4:23  |
| 合計時間:                           | 合計時間:                                 | 合計時間: | 合計時間:    | 17:10 |

| 全編曲: CHERRYBLOSSOM（特記以外）。 |                                           |           |           |       |
| #                                   | タイトル                                  | 作詞      | 作曲      | 時間  |
| 1.                                  | 「桜ロック」(編曲：村田昭・CHERRYBLOSSOM) | MEEKO     | MEEKO     | 4:25  |
| 2.                                  | 「one love story」                        | MAICO     | MAICO     | 4:37  |
| 3.                                  | 「DIVE TO WORLD -smile mix-」             |           |           | 4:56  |
| 4.                                  | 「桜ロック INSTRUMENTAL」                 |           |           | 4:23  |
| 合計時間:                           | 合計時間:                                 | 合計時間: | 合計時間: | 18:21 |

## 収録アルバム
- 時空（#1）
- COMPLETE BEST CHERRYBLOSSOM（#1、#2）

## タイアップ
桜ロック
- テレビ東京系アニメ『家庭教師ヒットマンREBORN!』11thエンディングテーマ
- 中京テレビ『SAKAE TA☆RO』2009年2月度エンディングテーマ